# 若浪義光
若浪 義光（わかなみ よしみつ、1914年5月6日 - 1982年12月30日）は、樺太恵須取郡恵須取町（現在のサハリン・ウグレゴルスク）出身で1940年代に活躍した立浪部屋所属の元大相撲力士。最高位は東前頭19枚目（1940年5月場所）。本名は若林 義光（わかばやし よしみつ）。現役時代の体格は身長176cm、体重94kg。得意手は右四つ、寄り。

## 人物
1914年5月6日に北海道上川郡東川町にて生まれたが、本人は9歳のとき渡った樺太で育ったことから、日本相撲協会には樺太を出身地として届け出ていた。
1935年5月場所初土俵。入門前に軍隊に所属しており満州事変に出征した経験がある年長入門ということもあって出世も早く幕下まで各段1場所で通過し、1938年5月場所には十両に昇進した。しかしその後、心臓脚気を患い、1940年5月場所に入幕を決めたものの5勝10敗で1場所で陥落。若乃森と改名した十両でも3場所連続して負け越し、幕下陥落が決定的になった1942年1月場所限りで現役を退く。
年寄株を持っていなかったが、在郷軍人会の副分会長も務め、事務的能力に優れていたこともあって、協会に必要な人材として認められ、東西合併の際に廃家となっていた大坂相撲の『藤島』の年寄名跡を復活させ、『大島』と改めて、彼が襲名することになった。立浪部屋付の年寄として後進を指導し、1979年5月の停年（定年）まで相撲協会に在籍していた。名跡は立浪部屋の後輩で、同じ北海道上川郡出身の大関旭國に譲った。

## 主な成績
- 通算成績：82勝78敗 勝率.513
- 幕内成績：5勝10敗 勝率.333
- 現役在位：14場所
- 幕内在位：1場所
- 各段優勝
  - 三段目優勝1回（1937年1月場所）

| 1935年 （昭和10年） | x                        | （前相撲）        |
| 1936年 （昭和11年） | 西序ノ口7枚目 5–1        | 西序二段8枚目 5–1 |
| 1937年 （昭和12年） | 西三段目16枚目 優勝 6–0  | 東幕下14枚目 8–5  |
| 1938年 （昭和13年） | 東幕下4枚目 7–6          | 東十両15枚目 7–6  |
| 1939年 （昭和14年） | 東十両9枚目 7–6          | 東十両4枚目 6–9   |
| 1940年 （昭和15年） | 東十両6枚目 11–4         | 東前頭19枚目 5–10 |
| 1941年 （昭和16年） | 西十両2枚目 7–8          | 東十両5枚目 5–10  |
| 1942年 （昭和17年） | 東十両13枚目 引退 3–12–0 | x                 |
| 各欄の数字は、「勝ち-負け-休場」を示す。 優勝 引退 休場 十両 幕下 三賞：敢=敢闘賞、殊=殊勲賞、技=技能賞 その他：★=金星 番付階級：幕内 - 十両 - 幕下 - 三段目 - 序二段 - 序ノ口 幕内序列：横綱 - 大関 - 関脇 - 小結 - 前頭（「#数字」は各位内の序列） |                          |                   |

### 幕内対戦成績
| 力士名 | 勝数 | 負数 | 力士名 | 勝数 | 負数 | 力士名 | 勝数 | 負数 | 力士名 | 勝数 | 負数 |
| ------ | ---- | ---- | ------ | ---- | ---- | ------ | ---- | ---- | ------ | ---- | ---- |
| 綾若   | 0    | 1    | 駒ノ里 | 0    | 1    | 相模川 | 0    | 1    | 四海波 | 1    | 0    |
| 神東山 | 0    | 1    | 大邱山 | 0    | 1    | 武ノ里 | 1    | 0    | 十三錦 | 0    | 1    |
| 藤ノ里 | 0    | 1    | 松ノ里 | 0    | 1    | 両國   | 0    | 1    |        |      |      |

## 改名歴

### 四股名
- 若浪 義光（わかなみ よしみつ）1935年5月場所 - 1940年5月場所
- 若乃森 義光（わかのもり -）1941年1月場所 - 1942年1月場所

### 年寄名
- 大島 正義（おおしま まさよし）：1943年2月 - 1979年5月